# Drassodes lutescens
Drassodes lutescens är en spindelart som först beskrevs av Carl Ludwig Koch 1839.  Drassodes lutescens ingår i släktet Drassodes och familjen plattbuksspindlar. Inga underarter finns listade i Catalogue of Life.